# Distretto di Jiangchuan
Il distretto di Jiangchuan (江川区S, Jiāngchuān QūP) è un distretto della Cina, situato nella provincia di Yunnan e amministrato dalla prefettura di Yuxi.